# Jonatan Macabeu
Jonatan Macabeu (en hebreu יוֹנָתָן אַפְּפוּס Yōnāṯān ʾApfūs; en grec antic Ἰωνάθαν Ἀπφοῦς, 'Iōnáthan Apphoûs') va ser gran sacerdot rebel dels jueus. Era fill de Mataties (el primer dirigent de la revolta dels Macabeus el 167 aC), i va succeir al seu germà Judes Macabeu quan va morir l'any 160 aC. Formava part de la dinastia dels Asmoneus.
El general selèucida Bàquides i el gran sacerdot rival, Alcimus, s'havien apoderat de quasi tot el país i Jonatan va haver d'actuar a la defensiva. Es va fer fort a la regió de Tekoes o Tekoah i junt amb el seu germà Simó Macabeu va fustigar als selèucides. En aquest temps va morir en combat un altres germà, Joan que era el tercer dels cinc germans que moria en combat.
Amb el temps aquest nucli rebel va anar guanyant força i obtenint èxits militars i finalment Baquides va acordar la pau per la qual Jonatan dominaria una part del país però Jerusalem i la resta de ciutats importants restaven en mans dels selèucides i els seus aliats jueus.
La revolució d'Alexandre I Balas a Síria l'any 154 aC va donar més poder a Jonatan. Tant Balas com el rei Demetri I Sòter buscaven el suport de Jonatan i aquest finalment, l'any 152 aC, es va deccantar a favor de Balas que li oferia el càrrec de gran sacerdot i altres privilegis i avantatges. El 150 aC Balas va aconseguir el poder i va respectar les seves promeses. Jonatan va ser reconegut com a gran sacerdot dels jueus. La mort de Balas l'any 147 aC va anar seguida de la lluita pel tron entre el fill de Demetri I Soter, Demetri II Nicàtor (147 aC-138 aC) i el fill de Balas, Antíoc VI Dionisi (145 aC-140 aC). Jonatan va donar suport inicialment a Demetri, però després va canviar de bàndol i es va aliar a Antíoc VI, i el va ajudar decisivament a guanyar el poder l'any 145 aC. Però el 144 aC el ministre d'Antíoc, Diodot Trifó, que ja tenia aspiracions a la corona per a ell mateix (després va ser el rei Diodot Trifó del 140 aC al 138 aC) considerant a Jonatan un obstacle, el va fer detenir el 143 aC i executar el 142 aC.
El va succeir el seu germà Simó Macabeu.